# Mont Miyama
Le mont Miyama (深山, Miyama) est une montagne culminant à 791 m d'altitude à la limite entre les villes de Nose dans la préfecture d'Osaka et de Nantan dans la préfecture de Kyoto au Japon.
Sommet le plus élevé des monts Hokusetsu, le mont Miyama fait partie du parc naturel Hokusetsu.

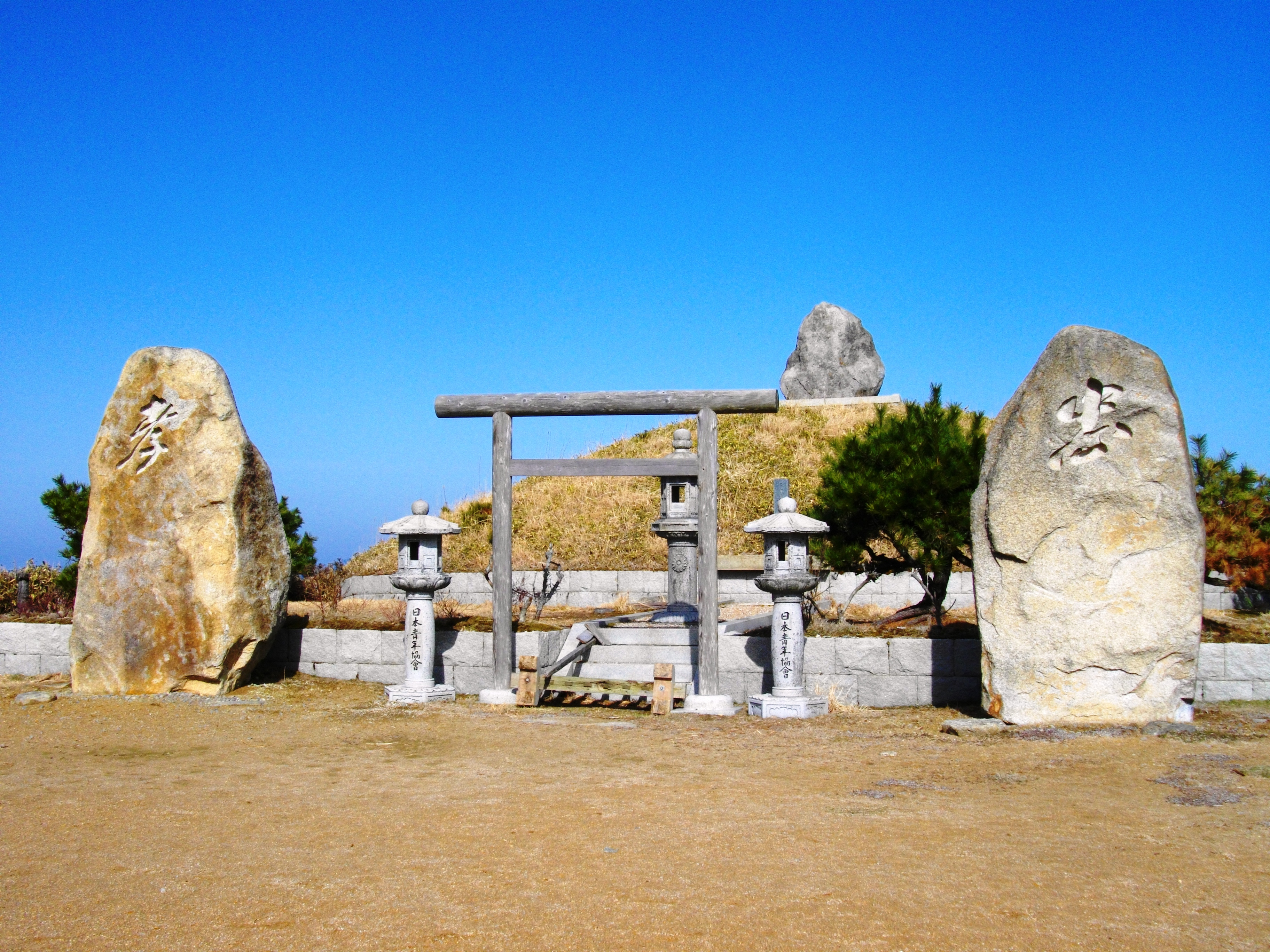
Sanctuaire Miyama au sommet du mont Miyama.